# Matrixdecompositie
In de lineaire algebra is een matrixdecompositie een factorisatie van een matrix in meestal twee matrices die als product dus de oorspronkelijke matrix hebben. Bepaalde analyses en berekeningen zijn eenvoudiger uit te voeren op de decompositie. Er bestaan veel verschillende matrixdecomposities, die elk voor een bepaalde klasse van problemen gebruikt worden. Daaronder zijn:
- LU-decompositie
- QR-decompositie
- Cholesky-decompositie
- Doolittle-decompositie
- Crout-decompositie

## Voorbeeld
In numerieke wiskunde worden verschillende decomposities gebruikt waarmee bepaalde algoritmes, die op matrices werken, efficiënter kunnen worden uitgevoerd. 
Bij het oplossen van een stelsel van lineaire vergelijkingen {\displaystyle Ax=b} kan de matrix {\displaystyle A} bijvoorbeeld worden ontleed door gebruik te maken van LU-decompositie. De LU-decompositie factoriseert een matrix in een benedendriehoeksmatrix {\displaystyle L} en een bovendriehoeksmatrix {\displaystyle U}. De systemen {\displaystyle L(Ux)=b} en {\displaystyle Ux=L^{-1}b} vereisen minder optellingen en vermenigvuldigingen voor het oplossen, hoewel er bij onnauwkeurig rekenen, zoals met zwevendekommagetallen, significant meer cijfers nodig zijn.  
De QR-decompositie drukt op soortgelijke wijze {\displaystyle A} uit als {\displaystyle A=QR} met {\displaystyle Q} een unitaire matrix en {\displaystyle R} een bovendriehoeksmatrix. De vergelijking {\displaystyle Q(Rx)=b} wordt opgelost door {\displaystyle Rx=Q^{\text{T}}b=c} uit te rekenen en {\displaystyle Rx=c} wordt door 'terugsubstitutie' opgelost. Het aantal benodigde optellingen en vermenigvuldigingen is ongeveer twee keer zoveel als bij gebruik van de LU-decompositie, maar bij onnauwkeurig rekenen vereist de QR-decompositie niet meer cijfers, omdat de QR-decompositie numeriek stabiel is. 